# Apogonia burmanica
Apogonia burmanica är en skalbaggsart som beskrevs av Conrad Ritsema 1913. Apogonia burmanica ingår i släktet Apogonia och familjen Melolonthidae. Inga underarter finns listade i Catalogue of Life.